# Clarence-sziget
A Clarence-sziget a Déli-Shetland-szigetekhez tartozó sziget, a szigetcsoport legkeletibb tagja. Az Antarktiszi-félsziget csúcsánál helyezkedik el. Hossza 19,3 kilométer. Nevét legkorábban 1821-ben kaphatta. Területére Argentína tart igényt.
A sziget legmagasabb pontja a Mount Irving, 2300 méter magas, a sziget legdélibb pontjától, a Bowles-foktól északra terül el, 3 kilométerre. A Clarence-szigettől keletre két kisebb sziget terül el 1,5 kilométernyire, a kettő közül az északabbra lévő neve Sugarloaf-sziget.

## Fordítás
Ez a szócikk részben vagy egészben  a   Clarence Island című angol Wikipédia-szócikk ezen változatának fordításán alapul.  Az eredeti cikk szerkesztőit annak laptörténete sorolja fel. Ez a jelzés csupán a megfogalmazás eredetét és a szerzői jogokat jelzi, nem szolgál a cikkben szereplő információk forrásmegjelöléseként.